# ヘドヴィガ・ローゼンバウモワ
ヘドヴィガ・ローゼンバウモワ（Hedwiga Rosenbaumová, 1880年7月3日 - 1939年7月31日）は、ボヘミア（現在のチェコ西部・中部地方）出身の女子テニス選手。近代オリンピックにおいて女性の参加が認められた1900年パリ五輪で、テニス競技に初参加した6人の女子選手の1人である。

## 来歴
近代オリンピックの第1回大会は1896年にギリシャ・アテネで始まったが、女子スポーツ選手の参加が認められたのは第2回大会の1900年パリ五輪からである。オリンピックのテニス競技では、このパリ大会から「女子シングルス」と「混合ダブルス」が始まり、6人の女性がエントリーした。ヘドヴィガ・ローゼンバウモワは「ボヘミア」国籍の選手として登録されている。出場選手が6名だったことから、女子シングルスでは1回戦の2試合を実施して、準決勝の4名に絞った。ローゼンバウモワは1回戦を免除されたが、準決勝でフランス代表のエレーヌ・プレボーに 1-6, 1-6 で完敗した。準決勝敗退の2名による「銅メダル決定戦」は実施されず、ローゼンバウモワとアメリカ代表のマリオン・ジョーンズが最初の女子シングルス銅メダルを獲得した。
6人の女子選手たちは、すべて混合ダブルス部門にもエントリーし、それぞれパートナーを選んでプレーした。最初期の近代オリンピックは、国単位ではなく個人でエントリーしたことから、混合ダブルスには違う国の選手による「混合チーム」もあった。ローゼンバウモワはイギリス代表のアーチボルド・ワーデンと混合チームを組み、ここでは1回戦でフランスペアを破って準決勝に進んだ。2人は準決勝で、同じく混合チームのハロルド・マホニー（イギリス代表として登録）＆エレーヌ・プレボー組に 3-6, 0-6 で敗れ、ローゼンバウモワは単複とも準決勝でプレボーに敗れた。ローゼンバウモワの2つの銅メダルのうち、女子シングルスは「ボヘミア」の獲得メダルに数えられるが、混合ダブルスは「混合チーム」のメダルとして数えられる。彼女は近代オリンピックに初参加した6人の女子テニス選手の1人として、オリンピックの歴史に名前を残した。